# Turbonilla rathbuni
Turbonilla rathbuni är en snäckart som beskrevs av Addison Emery Verrill och S. Smith 1880. Turbonilla rathbuni ingår i släktet Turbonilla och familjen Pyramidellidae. Inga underarter finns listade i Catalogue of Life.